# Ungane
Die Ungane (norwegisch für Jugendliche) sind drei kleine Inseln vor der Prinz-Harald-Küste des ostantarktischen Königin-Maud-Lands. Im östlichen Teil der Lützow-Holm-Bucht liegen sie 6 km westnordwestlich des Hamnenabben.
Norwegische Kartographen, die sie auch benannten, kartierten sie anhand von Luftaufnahmen der Lars-Christensen-Expedition 1936/37.